# Taumacera costatipennis
Taumacera costatipennis es una especie de insecto coleóptero de la familia Chrysomelidae.
Fue descrita científicamente en 1896 por Jacoby.